# Сент Игнас (Мичиген)
Сент Игнас (енгл. St. Ignace) град је у америчкој савезној држави Мичиген. По попису становништва из 2010. у њему је живело 2.452 становника.

## Демографија
Према попису становништва из 2010. у граду је живело 2.452 становника, што је 226 (8,4%) становника мање него 2000. године.
| Група             | 2000.         | 2010.         |
| Белци             | 1.914 (71,5%) | 1.545 (63,0%) |
| Афроамериканци    | 8 (0,3%)      | 25 (1,0%)     |
| Азијати           | 15 (0,6%)     | 7 (0,3%)      |
| Хиспаноамериканци | 24 (0,9%)     | 28 (1,1%)     |
| Укупно            | 2.678         | 2.452         |